# 히트 맵

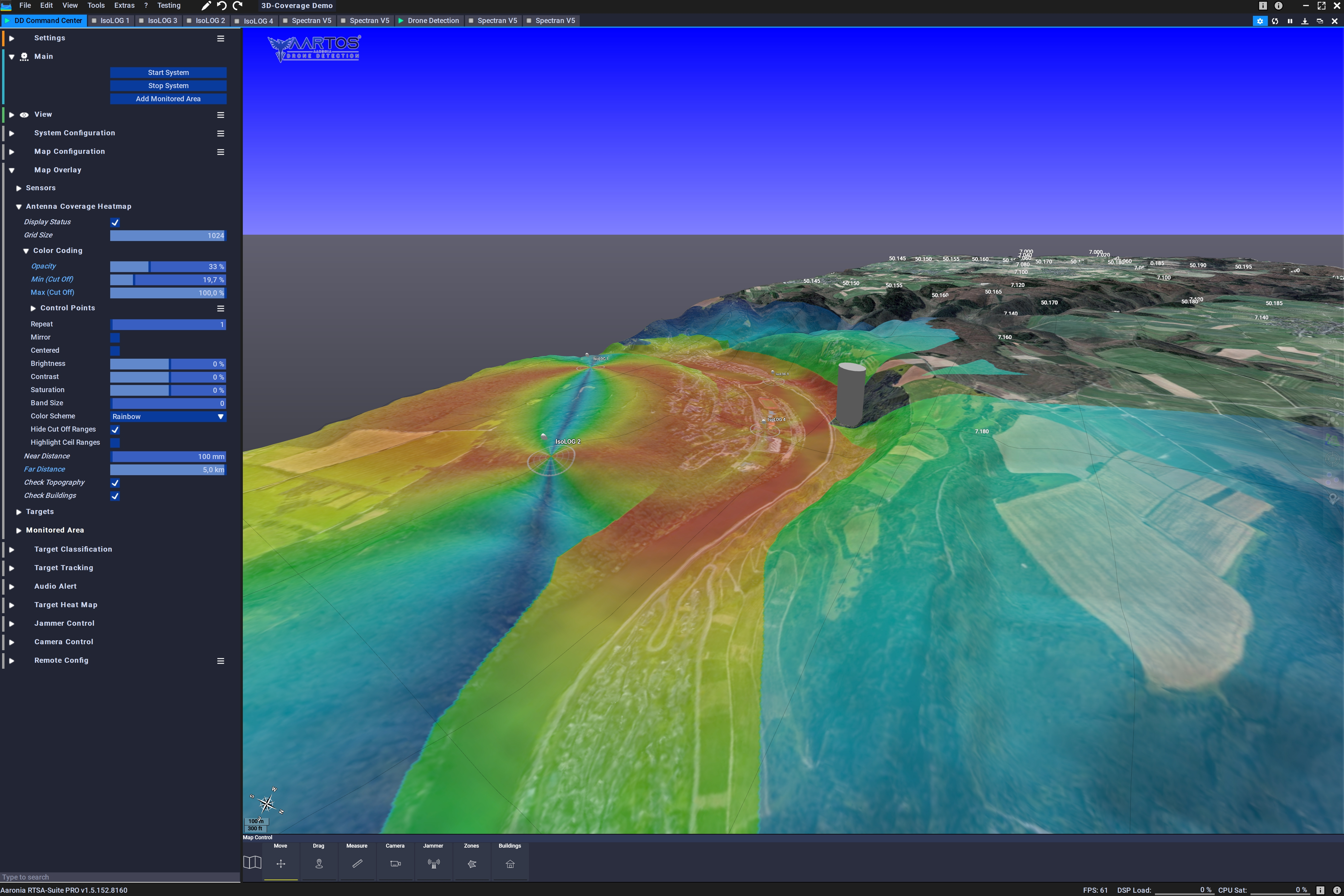
드론 감지 시스템의 RF 커버리지를 표시하는 히트맵

히트 맵(heat map)은 열을 뜻하는 히트(heat)와 지도를 뜻하는 맵(map)을 결합시킨 단어로, 색상으로 표현할 수 있는 다양한 정보를 일정한 이미지 위에 열분포 형태의 비주얼한 그래픽으로 출력하는 것이 특징이다. 주로 웹사이트의 방문자를 분석하는 웹로그 분석에 많이 사용하는 분석 기법으로 웹페이지에서 발생하는 방문자의 마우스 클릭을 열분포 형태의 이미지로 변환하여 사이트 이미지 위에 겹쳐서 보여주며, 클릭이 많이 발생하는 영역은 붉은색으로 클릭이 적게 발생하는 영역은 푸른색으로 표현한다.
히트 맵은 상대적으로 새로운 용어이지만 셰이딩 매트릭스를 활용하는 일은 1세기 이상 존재해왔다.

## 같이 보기
- 데이터 시각화
- 가색상